# Paolo Petti
Paolo Petti (Ripalimosani, 22 settembre 1937 – 16 giugno 2012) è stato uno scenografo e artista italiano.
Ha realizzato le sue scenografie per la Rai, per il mondo del teatro, per il cinema d'autore e per installazioni artistiche e mostre d'arte.
Si è occupato di promozione territoriale e culturale del Sannio e delle sue città.

## Biografia
Si trasferì ad Airola, in provincia di Benevento, dove in seguito ha vissuto. Nel 1961 si diplomò presso l’Accademia di Belle Arti di Napoli, specializzandosi in scenografia. Nello stesso anno vinse una borsa di studio presso il Teatro di San Carlo di Napoli. 
Nel 1965 in seguito ad un concorso iniziò a lavorare per la Rai partecipando alla realizzazione delle scene di episodi della serie Vivere insieme di Ugo Sciascia.
Per la Rai ha realizzato circa 70 lavori di scenografia per commedie teatrali, film, sceneggiati, tv dei ragazzi. Tra i suoi lavori più noti sul piccolo schermo si annoverano: I ragazzi di Padre Tobia (1968) ideato da Mario Casacci e Alberto Ciambricco per la regia di Italo Alfaro; Saturnino Farandola (1977) di Albert Robidà, con Mariano Rigillo per la regia di Raffaele Meloni.
Negli anni '70 intraprese una lunga collaborazione con il regista Carlo Quartucci, tra i maggiori esponenti del teatro d'avanguardia in Italia.
Per il teatro, a partire dal 1979, ha realizzato le scene di prestigiosi spettacoli di Mariano Rigillo come: Pescatori di Raffaele Viviani, L'arbitro di Gennaro Pistilli, Zingari di Raffaele Viviani, Nozze di sangue di Federico García Lorca, Enrico IV di Luigi Pirandello, Osteria di campagna di Raffaele Viviani, Il Socrate immaginario opera lirica di Giovanni Paisiello su libretto di Giovanni Battista Lorenzi e Ferdinando Galiani.
Ha realizzato le scene per spettacoli televisivi di varietà, trasmesse in diretta dall'Auditorium Rai di Napoli, dimostratisi di successo quali Un'estate al Massimo (1991) di Massimo Ranieri, con Feliciana Iaccio e Massimo Ranieri (diretta dall'Auditorium RAI di Napoli), Avanspettacolo (1992) di Dino Verde, Cocco (1998) di Pier Francesco Pingitore e Renzo Arbore.
Ha collaborato per diverse installazioni artistiche, tra le quali si ricorda la realizzazione della Montagna di Sale firmata dall'artista Mimmo Paladino, realizzata nel 1995 a Napoli in Piazza del Plebiscito, replica dell'opera di Palladino del 1990 che si trova a Baglio Di Stefano nei pressi di Gibellina.
Ha coordinato il laboratorio di scenografia nel 1998 per il Sannio Film Fest di Sant'Agata de' Goti. Ha diretto i laboratori di scenografia per il progetto Technè (Ministero del Lavoro) nel 2006.

## Opere

### Televisione
- I ragazzi di Padre Tobia (1968) ideato da Mario Casacci e Alberto Ciambricco per la regia di Italo Alfaro
- La fantastica storia di Don Chisciotte della Mancia (1970) di Roberto Lerici e regia di Carlo Quartucci, con Gigi Proietti, Zoe Incrocci, Mariella Zanetti, Stefano Satta Flores, Ciro Giorgio
- Ligheia (1970), balletto Rai
- La signora cambia pelle (1971) di Giuseppe Cassieri, commedia per la regia di Massimo Scaglione, con Angela Luce, Mico Cundari
- Un paio di occhiali (1971) di Anna Maria Ortese, regia di Italo Alfaro
- La virtù di Checchina (1971) di Anna Maria Ortese, con Aroldo Tieri
- Processo per magia (1973) di Apuleio, regia di Antonio Calenda
- Lo specchio lungo (1974) di John B. Priestley, commedia per la regia di Ottavio Spadaro, con Nando Gazzolo
- La coscienza a posto (1972) di G. Guareschi, regia di Italo Alfaro
- L'invitto (1975), regia di Gian Pietro Calasso, per la serie I racconti di Ernest Hemingway, scene in collaborazione con Giuliano Tullio
- Galantuomo per transazione (1975) di Giovanni Giraud, regia di Carlo Lodovici con Carlo Romano, Leopoldo Mastelloni, Edda Albertini
- Il naso (1975) di Nikolaji Gogol, per la tv dei ragazzi, sceneggiatura Angelo D'Alessandro, regia di Raffaele Meloni
- La paura dei fulmini (1976) di Mark Twain, adattamento televisivo e regia di Raffaele Meloni, con Armando Bandini, Milena Vukotic, Marco Tulli
- Lo scandalo della Banca Romana (1977) di R. Mazzocco, sceneggiato televisivo Rai, regia di Luigi Perelli
- Camera ammobiliata (1977) di O. Henry, sceneggiato televisivo, regia di Mario Foglietti, con Isa Miranda, Franco Aloisi, Laura Trotter
- Saturnino Farandola (1977), regia di Raffaele Meloni, con Mariano Rigillo
- L'avventura di un povero cristiano (1974) di Ignazio Silone, commedia storica, scenografia di Nicola Rubertelli, arredamento di Paolo Petti
- L'ospite inatteso (1978) di Agatha Cristhie, regia di Daniele D’Anza
- Il caso Murri (1982) di Pittorru, regia di Mario Ferrero con Gisella Burinato, Renato Scarpa, Mino Bellei
- I protagonisti della storia - Stalin (1985) serie di teatro-storia, regia di E. Filippini, musiche di Luis Bacalov
- Sentimental (1985), di Sergio Bazzini, regia di Enzo Muzii, con Sergio Castellitto, Margaret Mazzantini, Roberto Murolo, Remo Girone
- Il caso Ettore Grande (1985), regia di Riccardo Tortora e Marisa Malfatti[1]
- Giallo sera (1985) di Mario Casacci e Alberto Ciambricco per la regia di Furio Angiolella, condotto da Giancarlo Dettori con Marina Perzy
- Uccidiamo il chiaro di luna (1986), regia di Riccardo Tortora con Ivana Monti, Gigi Proietti, Pier Paolo Capponi
- I protagonisti della storia - Roosvelt (1988) serie di teatro-storia, regia di Dino Bartolo Partesano
- Una voce una donna: Edith Piaf (1990), regia di Achille Millo e Paolo Fondato, musiche Bruno Nicolai, con Marina Pagano, Giorgio Favretto
- Il fascino dell'insolito (1991) di C.Cope e A.Ivaldi:
  - Miriam di Truman Capote, tratto da un giallo di Agatha Cristhie, regia di Biagio Proietti
  - La casa della follia di Richard Matheson, regia di Biagio Proietti
- Lili Marleen, una storia tedesca (1991), regia di Riccardo Tortora e Marisa Malfatti
- Un'estate al Massimo (1991) di Massimo Ranieri, con Feliciana Iaccio e Massimo Ranieri
- Avanspettacolo (1992) di Dino Verde, regia Giancarlo Nicotra
- Scirocco (1998) di Giusti e Bassetti con Enrico Lucci
- Cocco (1998) di Pier Francesco Pingitore e Renzo Arbore

### Cinema
- La scena di Napoli “viaggio nel tempo tra nobili, borghesi e cavaiuoli” (1979) di Riccardo Tortora e Marisa Malfatti[2]
- Graziani, ultimo atto a Salò (1984), film inchiesta Rai di Riccardo Tortora e Marisa Malfatti[3]
- Iguana (1998) di Alberto Vasquez Figueroa, regia di Monte Hellman, con Everett Mc Gill, Fabio Testi, Michael Madsen[4]
- Lontano in fondo agli occhi (2000) di Giuseppe Rocca[5]
- Luna rossa (2001) di Antonio Capuano con Toni Servillo, Licia Maglietta (in concorso) (nomination Nastro d'Argento per la migliore scenografia)
- Quijote (2006) di Mimmo Paladino con Lucio Dalla, Peppe Servillo, Remo Girone, Alessandro Bergonzoni

### Teatro
- Pescatori di Raffaele Viviani, 1981 Teatro San Ferdinando, Teatro della “Pergola” e Teatro Malibran, regia Mariano Rigillo
- L'arbitro di Gennaro Pistilli, 1982 Teatro Politeama di Napoli
- Zingari di Raffaele Viviani, 1982 Teatro Piccinni Valle e III rassegna “Città Spettacolo” di Benevento
- Nozze di sangue di Federico García Lorca, tragedia lirica in tre atti, 1983/1984 Teatro Valle e IV rassegna “Città Spettacolo” di Benevento, regia Mariano Rigillo
- Osteria di campagna di Raffaele Viviani, 1993 Teatro Vittorio Emanuele II di Messina, Teatro Diana Napoli con Milly D'Abbraccio, Mariano Rigillo
- Enrico IV di Luigi Pirandello, 1995 Teatro Vittorio Emanuele II di Messina, Teatro Quirino di Roma, regia Mariano Rigillo
- Il Socrate immaginario 1996 Teatro Mercadante di Napoli, opera lirica di Giovanni Paisiello su libretto di Giovanni Battista Lorenzi e Ferdinando Galiani.
- Edipo di Sofocle regia di Mariano Rigillo, 1992 XXII Settembre al borgo, Belvedere delle Seterie di Caserta
- La sposa di Messina (1995) di Friedrich Schiller, regia di E. De Capitani, dove realizza la Montagna di Sale di Mimmo Paladino per le Orestiadi di Gibellina
- Cos’tell'azione di E. Moscato in cui nel 1995 viene riproposta a Piazza del Plebiscito a Napoli la stessa Montagna del sale,
- Fiesta para un gentilombre di Federico Garzìa Lorca, regia di Mariano Rigillo per il festival di Benevento Città Spettacolo.
- Mozart a New York di A. Barbato e Riccardo Tortora 1986 VII rassegna “Città Spettacolo” di Benevento, con Antonio Casagrande, Maurizio Casagrande
- Non scaldarmi che ho freddo di Shirine Sabet, Teatro Dell'Orologio Roma, regia di Marco Bazzi
- La macchina della luna di Eugenio Bennato e Bruno Colella, Teatro Goldoni Venezia, regia Bruno Colella con Eugenio Bennato, Bruno Colella, Arnaldo Vacca, Erasmo Petringa, Pino Iodice, Marco Zurzolo
- Disturbing a tragedy 2005 di Enzo Moscato
- Edipo a Colono di R. Cappuccio
- Antigone di G. M. Cervo, regia di C. Fineschi
- Le doglianze degli attori a maschera di Enzo Moscato (presente alla Biennale di Venezia)
- Cittadine straniere di M. T. Clemente, regia di Rosi Giordano
- Tancredi di Gioacchino Rossini, bozzetti per le scene di Mimmo Paladino al Teatro di San Carlo di Napoli
- El ingenioso hidalgo don Quijote de la Mancia Castel Capuano Napoli, regia di Mariano Rigillo, musiche Nicola Piovani
- Caffè Gambrinus, Teatro Nuovo Napoli, Chiostro di San Francesco a Sorrento, regia di Mariano Rigillo